# Рыбаков, Игорь Владимирович
Игорь Владимирович Рыбаков (род. 16 мая 1972, Магнитогорск, Челябинская область) — российский предприниматель, участник списка богатейших людей России в 2022 году с состоянием в 1,435 млрд долларов США, совладелец корпорации «Технониколь» и сооснователь Рыбаков Фонд.

## Биография
Родился 16 мая 1972 года в Магнитогорске.
В 1989 году окончил среднюю школу № 56 с углублённым изучением математики, параллельно с этим — заочную физико-техническую школу при Московском физико-техническом институте. А после поступил на факультет физической и квантовой электроники МФТИ. В 1996 году окончил МФТИ по специальности «инженер-физик».
Первый капитал заработал, будучи школьником в 1988 году. Работал в студенческом стройотряде. Заработал крупную сумму — 1400 советских рублей, — что в то время было сопоставимо с годовой зарплатой инженера.

## Бизнес

### Технониколь
В 1992 году, будучи на третьем курсе института, совместно с однокурсником Сергеем Колесниковым основал компанию «Технониколь».
В 2015 году компания входила, на 91 месте, в Топ-200 крупнейших частных компаний в России по версии Forbes, в 2018 году она занимала 111-е место.
В декабре 2017 года вышла в свет книга Игоря Рыбакова «Жажда», в которой он поделился своим взглядом на историю создания «Технониколь» и своей философией предпринимательства, а также рассказал, как пришел к решению заняться деятельной филантропией. В мае 2018 года книга «Жажда» стала победителем конкурса «Деловая книга года в России».
В ноябре 2018 года Игорь Рыбаков вместе со своим партнером по «Технониколь» Сергеем Колесниковым победил в конкурсе EY «Предприниматель года 2018» в России.
В 2015 году Рыбаков впервые попал в рейтинг журнала Forbes с состоянием в 450 млн долларов США.

### Инвестиции
Компания «Николь Пак» (Рыбакову принадлежит половина долей компании) — производитель картона и продукции из него. В состав компании входит пять заводов в России с общей производительностью 255 тыс. тонн картона в год.
Летом 2018 года «Николь Пак» приобрела ведущего производителя картонно-бумажной продукции Центральной Азии.
В феврале 2018 года в Москве у метро «Курская» открылся «смарт-офис» компании SOK, работающий по принципу коворкинга; соинвестором проекта стал И. Рыбаков, структуры которого вложили в сеть коворкингов компании SOK 1,2 млрд руб. Летом 2018 года сеть коворкингов SOK И. Рыбакова взяла под управление 3200 м² в бизнес-центре «Сады Пекина» рядом с метро «Маяковская»; по сообщению консалтинговой компании OF.RU, выступившей консультантом сделки, договор аренды сроком на 10 лет подписан в августе. В сентябре 2018 года смарт-офис SOK открыла самый большой коворкинг в России в здании «ВТБ Арена парк» на Ленинградском проспекте в Москве
В июне 2024 года основатель корпорации «Технониколь» выкупил у «Галс-Девелопмент» почти 90 га земли рядом с коттеджным поселком «Европа» на Ильинском шоссе. Участок обошелся бизнесмену в 1 млрд руб. Там будут развивать проект под названием «Город будущего». Его будут строить в несколько этапов. Кроме жилья, там возведут торгово-деловой центр, школу, фитнес-клуб. (https://www.kommersant.ru/doc/6761254)

## Филантропия

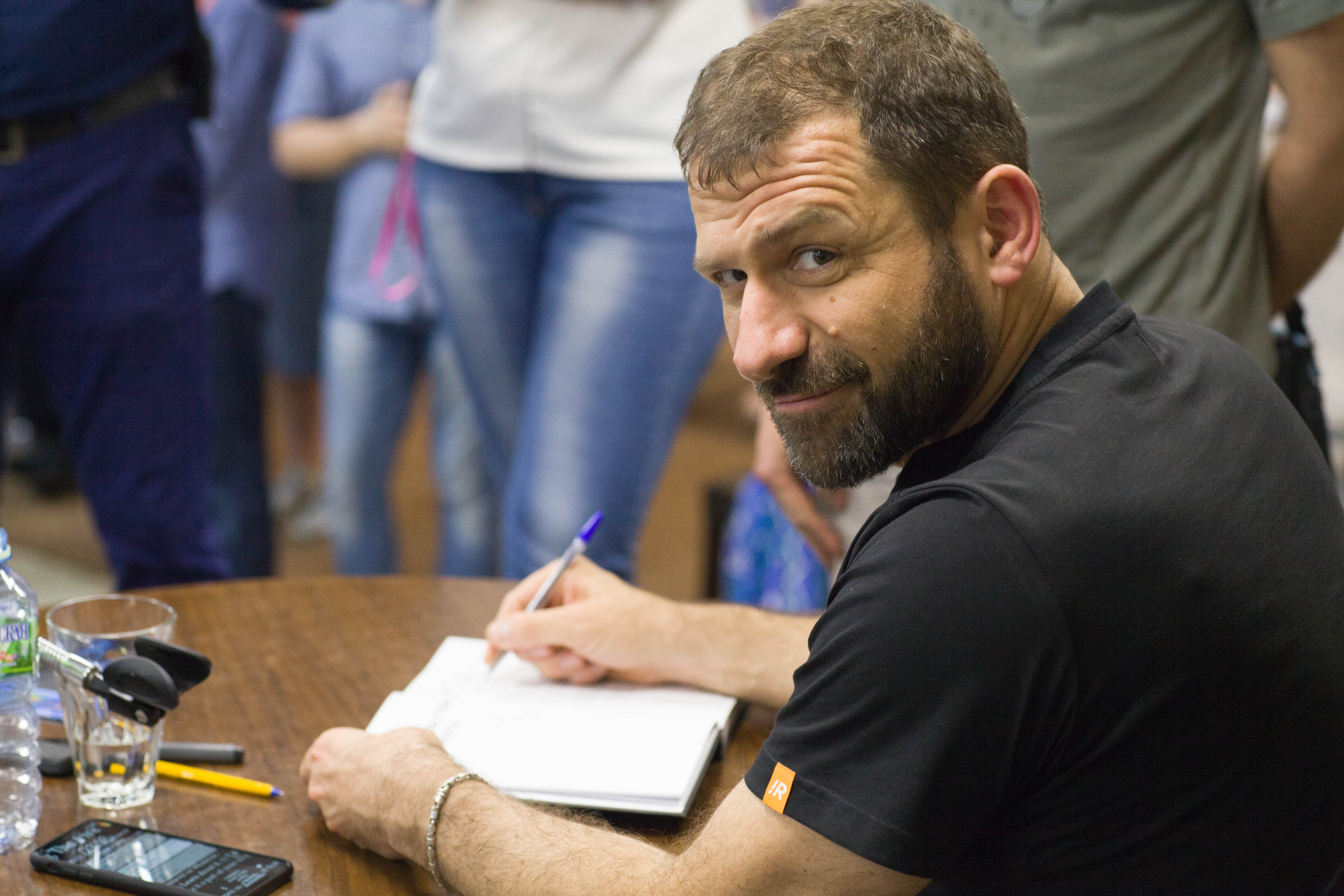
На презентации книги «Ток. Как совершать выгодные шаги без потерь», 2019

В декабре 2015 года Игорь Рыбаков вместе с супругой Екатериной создали «Рыбаков Фонд». Учредителями фонда было внесено 1 млрд руб. для финансирования проектов организации, при этом они планируют далее увеличивать финансирование.
В 2020 году фонд занял третье место в рейтинге частных благотворительных фондов России по версии рейтингового агентства RAEX.
Forbes оценил Rybakov Prize, как «Нобелевскую премию в образовании». Задача премии, которую учредили Игорь и Екатерина Рыбаковы — показать обществу ролевые модели предпринимателей, меценатов и филантропов. Всех тех, кто по своей инициативе развивает школу не только как источник знаний, но и как центр притяжения и развития для местных сообществ. Гран-при Rybakov Prize составляет 1 млн долларов.
Игорь Рыбаков передал своей родной школе № 56 г. Магнитогорска $1 млн долларов для создания эндаумента — проценты от инвестирования средств ежегодно тратятся на благо школы (премии для учителей, стипендии для учеников и т. д.).
Игорь Рыбаков заявил, что они с супругой приняли решение не оставлять наследства ни одному из своих четверых детей. «Мы не будем оставлять наследство своим детям. Вместо этого большую часть состояния нашей семьи мы направим на развитие образования в стране. $100 млн будет инвестировано уже в ближайшие 10 лет», — написал Рыбаков в своем Instagram.
В апреле 2020 года во время пандемии коронавируса Игорь Рыбаков объявил конкурс на создание памятника врачам, борющимся с заболеванием. Финалисты конкурса получили по 100 тыс. руб.

## Сообщества
Курс «Предприми себя!» от X10 ACADEMY и миллиардера Игоря Рыбакова (МФТИ) занял 4-ю строчку рейтинга «Самые популярные курсы на Coursera среди учащихся из России в 2019 году». Также «Предприми себя!» вошел в ТОП-10 наиболее популярных глобальных курсов, запущенных в 2019 году.
Игорь Рыбаков и предприниматель Оскар Хартманн основали закрытый международный бизнес-клуб «Эквиум». Цель — помочь предпринимателям преодолеть одиночество; дать инструмент для сохранения, накопления и передачи друг другу представлений, смыслов, практик, приемов.
Сообщество «PRO Женщин» основано в 2016 году женой Игоря Рыбакова, Екатериной, как инициатива «Рыбаков фонда». Сегодня это международное женское сообщество и самостоятельный фонд, объединяющий больше 39 000 женщин в 20 странах. Проект призван помогать женщинам достигать цели и реализовывать себя.

## Увлечения
Опытный яхтсмен, в 2010 году одержал победу на Чемпионате мира в составе команды парусной яхты Technonicol (X-41).
В 2019 году агентство Bloomberg отметило выход первого аудиоальбома Игоря Рыбакова «Уходило лето».
С 2017 г. активно ведет и видеоблог «Школа мастеров жизни Игоря Рыбакова» на хостинге YouTube.
В 2019 году выступил продюсером и исполнителем главной роли в короткометражном фильме «Fair Play».
Ведет бизнес-тренинги личной эффективности.
Появлялся в одном из выпусков на Youtube-канале Портнягина, «Трансформатор».

## Семья
Игорь Рыбаков женат. С супругой Екатериной у них четверо детей. Екатерина возглавляет фамильный благотворительный «Рыбаков Фонд». Екатерина: «Многим непонятно, зачем я, будучи женой обеспеченного мужа, занимаюсь делами Фонда. На мой взгляд, обеспеченность и удовлетворение материальных потребностей не дают человеку ощущение полноценной жизни. Возможно, подобный образ жизни кого-то и устраивает, но это точно не для меня».
Екатерина Рыбакова, идеолог и основатель сообщества «PRO Женщин», стала лауреатом национальной премии «Медиа-менеджер России — 2020». Рыбакова победила в номинации «Устойчивое развитие и социальная ответственность медиабизнеса».

## Критика
В октябре 2021 года подвергся критике после того, как начал принуждать сотрудников подконтрольных ему организаций прививаться от коронавирусной инфекции. Непривившимся по инициативе предпринимателя на 20 % сокращалась заработная плата. Сэкономленные средства бизнесмен обещал направить на строительство школ и детских садов.

## Санкции
19 октября 2022 года, на фоне вторжения России на территорию Украины, добавлен в санкционный список Украины. 29 мая 2023 года Рыбаков и польские структуры компании «Технониколь» попали в санкционный список Польши, так как они «несут косвенную ответственность за материальное или финансовое обеспечение деятельности, которая угрожает территориальной целостности, суверенитету и независимости Украины». Санкции предполагают блокировку активов Рыбакова и компании, а также запрет на въезд в Польшу.